# 罗兰·桑德贝里
恩斯特·罗兰·桑德贝里（瑞典語：Ernst Roland Sandberg，1946年12月16日—），瑞典男子足球运动员，司职前锋。他曾代表瑞典国家队参加1974年国际足联世界杯，结果队伍止步第二轮。